# X-App
Die X-Apps sind eine Reihe von Desktopanwendungen, die von Linux Mint entwickelt werden. Sie basierten ursprünglich auf Gnome-Apps, die jedoch in Hinblick auf die Gnome Shell an neue UI-Richtlinien angepasst werden. Die Mint-Entwickler wollen mit ihrer Abspaltung eine traditionelle Oberfläche ohne Verlust von bereits existierenden Funktionalitäten gewährleisten. Die Anwendungen sollen außerdem unabhängig von Distributionen oder bestimmten Desktop-Umgebungen funktionieren. Im weiteren Verlauf begann auch die Entwicklung eigenständiger X-Apps, die nicht auf eine Gnome-Grundlage aufbauen. 
Die X-Apps basieren auf der Programmbibliothek GTK 3 und verwenden klassische UI-Elemente wie Menüleisten. Linux Mint 18 war die erste Linux-Distribution, die auf die X-Apps umgestellt hat.
| Aufgabe                                     | Grundlage       | X-App            | Quelltext- Repositorium               |
| ------------------------------------------- | --------------- | ---------------- | ------------------------------------- |
| Texteditor                                  | pluma (gedit)   | Xed              | github.com/linuxmint/xed              |
| Bildbetrachter                              | Eye of GNOME    | Xviewer          | github.com/linuxmint/xviewer          |
| Dokumentenbetrachter                        | Atril (Evince)  | Xreader          | github.com/linuxmint/xreader          |
| Medienspieler                               | Gnome Videos    | Xplayer          | github.com/linuxmint/xplayer          |
| Bildverwalter                               | gThumb          | Pix              | github.com/linuxmint/pix              |
| Bluetooth Frontend                          | gnome-bluetooth | Blueberry        | github.com/linuxmint/blueberry        |
| Login Screen                                | unity-greeter   | Slick-greeter    | github.com/linuxmint/slick-greeter    |
| Konfiguration von LightDM und slick-greeter |                 | lightdm-settings | github.com/linuxmint/lightdm-settings |
| Fingerabdruck Management / Konfiguration    |                 | Fingwit          | github.com/xapp-project/fingwit       |